# 坂浄運
坂 浄運（さか じょううん、生没年不詳）は、室町時代後期の医師、僧である。

## 経歴・人物
坂士仏の四男であった坂浄快の曾孫の坂浄喜の子として生まれる。明応のころ、明に渡航し張仲景が著した『傷寒論』をはじめとした東洋医学を学んだ。
帰国後は、当時室町幕府の将軍であった足利義政や後柏原天皇の侍医となり、治部卿法印に叙せられる。後に、曾祖父であった坂浄秀が著した『鴻宝秘要抄』を改版した日本で『傷寒論』を広めたとされている『続添鴻宝秘要抄』を1508年（永正5年）に刊行した。